# Yasmin Warsame
Yasmin Warsame (ur. 17 maja 1976 roku) – kanadyjska modelka pochodzenia somalijskiego.
W wieku piętnastu przeprowadziła się wraz z rodzicami z rodzinnej Somalii do Kanady. W 1997 roku została odkryta przez agenta z agencji modelek SHOK Models z Toronto. Wkrótce zaczęła pojawiać się na kanadyjskich wybiegach. W 2000 roku podpisała kontrakty międzynarodowe, najpierw w Nowym Jorku, następnie w: Paryżu, Mediolanie i Barcelonie. Na rynku międzynarodowym zadebiutowała w kolekcji Haute Couture Emanuela Ungaro w 2001 roku. Od tego czasu została regularnie zapraszana do prezentowania kolekcji najwybitniejszych kreatorów mody na świecie, jak: Alexander McQueen, Balenciaga, Chanel, Dolce & Gabbana, Dries Van Noten, Fendi, Moschino, Sonia Rykiel, Valentino, Yohji Yamamoto, Eli Saab, Christian Dior, Cividini, D&G, Vasseur Esquivel, Viktor & Rolf, Jean-Paul Gaultier, John Galliano i Kenzo. Brała udział w kampaniach reklamowych, m.in.: Revlon, Shiseido, Chanel i Escada. W 2007 roku była jurorką w kanadyjskiej edycji programy Next Top Model.